# Serie A2 (baseball)
La Serie A2 è stato il secondo livello del campionato italiano di baseball.
Dal 2010 al 2017 aveva assunto la denominazione di Serie A Federale, da non confondersi con i campionati a franchigie in vigore in quegli anni di IBL (il massimo campionato nazionale in quegli anni) e IBL2, anch'essi organizzati dalla FIBS.
A partire dalla stagione 2021, Serie A1 e A2 vengono unificate in una Serie A unica.

## Il campionato 2020
La Serie A2 Baseball nel 2020 avrà la seguente formula: 4 gironi totali di cui 3 gironi da 5 squadre ed uno da 4 con playball previsto l'11-12 luglio, causa la pandemia di COVID-19, e con tutte le partecipanti che dovranno attenersi ad un rigido protocollo sanitario per poter disputare le partite. accederanno ai Play-off le prime classificate di ogni girone per arrivare a definire le due promozioni promossa alla serie A1 2021. Vista la particolarità della stagione per il 2020 non saranno previste retrocessioni. Le squadre di ognuno dei quattro raggruppamenti si affrontano in un girone di andata e ritorno con due gare per fine settimana: sabato in gara 1 alle ore 15:30 (o domenica alle ore 10:30) ed alle ore 20:30 (od alle ore 15:30 della domenica) in gara 2, con la possibilità, invece, di schierare i lanciatori non AFI (Atleta Formazione Italiana) e perciò extracomunitari extra UE.
Dopo la prima fase, si sono svolte le due finali che hanno dato l'accesso alla Serie A1. Il Nettuno Baseball Club 1945 ha sconfitto il Modena Baseball nella serie per 3 partite a zero, mentre il Senago Baseball ha vinto in 5 gare contro la Fiorentina Baseball.

## Squadre partecipanti al campionato 2020
GIRONE A
- Cagliari Baseball
- Bollate Baseball Club
- Senago Baseball Club
- CUS Brescia
- Settimo Torinese

GIRONE B
- Modena Baseball
- Dragons Castelfranco Veneto
- Verona Baseball Team
- Bolzano Baseball Club

GIRONE C
- Athletics Bologna Baseball
- Longbridge 2000 Bologna
- Oltretorrente Parma Baseball Club
- Fiorentina Baseball
- Sala Baganza Baseball Club

GIRONE D
- Paternò Red Sox
- Lancers Lastra a Signa
- Jolly Roger Grosseto Baseball
- Wiplanet Montefiascone baseball
- Nettuno Baseball Club 1945

## Albo d'oro Serie A Federale
Dal 2010 al 2017 la vincente dei play-off conquistava il titolo di Campione di Serie A Federale, denominazione che il campionato aveva all'epoca per distinguersi dal sistema a franchigie di IBL e IBL2.
Dal 2018 questo riconoscimento non è stato più assegnato, poiché il campionato è tornato a chiamarsi Serie A2 e sono state reintrodotte le promozioni in Serie A1.
| Anno | Squadra campione  | Seconda                                 | Risultato serie finale |
| ---- | ----------------- | --------------------------------------- | ---------------------- |
| 2010 | Reggio Baseball   | Codogno Baseball                        | 3-1                    |
| 2011 | Arezzo Baseball   | Baseball & Softball Club Rovigo         | 3-0                    |
| 2012 | Reggio Baseball   | Baseball & Softball Club Rovigo         | 3-0                    |
| 2013 | Padova Baseball   | Athletics Bologna Baseball              | 3-0                    |
| 2014 | Grosseto Baseball | New Black Panthers Ronchi dei Legionari | 3-0                    |
| 2015 | Bollate Baseball  | Grosseto Baseball                       | 3-2                    |
| 2016 | Paternò Red Sox   | Bollate Baseball                        | 3-2                    |
| 2017 | Redskins Imola    | Castenaso Baseball                      | 3-1                    |